# Take Up Thy Stethoscope and Walk
Take Up Thy Stethoscope and Walk è un brano musicale dei Pink Floyd pubblicato nel 1967 nel primo album del gruppo, The Piper at the Gates of Dawn; è il primo brano composto da Roger Waters a essere pubblicato ('Walk With Me Sydney', presente nelle prime registrazioni del gruppo, fu pubblicato solo nel 2016 nel box 'The Early Years').

## Registrazione
Registrata il 20 marzo 1967, la canzone era in realtà già in scaletta nei concerti dei Pink Floyd almeno dall'ottobre dell'anno precedente. La versione su disco, peraltro, è assai più breve di quelle eseguite dal vivo.

## Testo
Il testo si riferisce a un malato che, in ospedale, si rivolge al medico lamentandosi per le proprie sofferenze. Il titolo è una citazione del Vangelo secondo Giovanni, in cui Gesù si rivolge a un paralitico dicendogli: "Alzati, prendi la tua barella e cammina" (in inglese: "Rise, take up thy bed and walk").

## Formazione
- Roger Waters – basso, voce, cori
- Syd Barrett – chitarra elettrica, voce, cori
- Nick Mason – batteria, timpani
- Richard Wright – organo Farfisa, pianoforte

## Cover
- At the Drive-In e Steve Lamacq e pubblicato nel 2001 nel singolo Invalid Litter Dept., e poi nella compilation This Station Is Non-Operational.[1]
- Ty Segall e Mikal Cronin e pubblicato nel 2009 nell'album Reverse Shark Attack.